# El Conde de Torrefiel
El Conde Torrefiel is een Spaans theatercollectief van theaterschrijvers, muzikanten, performers en videomakers dat zijn thuisbasis heeft in Barcelona. El Conde Torrefiel is opgericht en wordt geleid door Tanya Beyeler (1980, Zwitserland) en Pablo Gisbert (1982, Spanje), die beide ook werkzaam zijn als dramaturg bij het Spaanse dansgezelschap La Veronal.
Het werk van El Conde Torrefiel is vaak onconventioneel en tragikomisch. Het zoekt de grenzen op tussen theater, performance, choreografie en beeldende kunst. Een vaak terugkerend thema in hun werk is de relatie tussen het persoonlijke en het politieke, en spitst zich daarin vooral toe op een analyse van onze tijd en de hedendaagse mens. Van daaruit probeert El Conde Torrefiel hypotheses te formuleren over de nog ongekende 21e eeuw.
Het collectief maakte in 2010 zijn eerste voorstelling: La historia del rey vencido por el aburrimiento  [Het verhaal van de koning verslagen door verveling]. In 2015 speelden ze voor het eerst in België, op het Kunstenfestivaldesarts met de voorstelling: Escenas para una conversación después del visionado de una película de Michael Haneke [Scènes voor een gesprek na het bekijken van een film van Michael Haneke]. Deze performance betekende volgens Beyeler het begin van de internationale carrière van het gezelschap. Sindsdien zijn ze vaak te zien in België en Nederland, zoals op het Kunstenfestivaldesarts in Brussel,  in deSingel in Antwerpen, Internationaal Theater Amsterdam en De Vooruit in Gent.

## Werken[6]
- La historia del rey vencido por el aburrimiento  [Het verhaal van de koning verslagen door verveling] (2010)
- Observen cómo el cansancio derrota al pensamiento [Merk op hoe vermoeidheid het denken verslaat] (2011)
- Escenas para una conversación después del visionado de una película de Michael Haneke [Scènes voor een gesprek na het bekijken van een film van Michael Haneke] (2012)
- La chica de la agencia de viajes nos dijo que había piscina en el apartamento [Het meisje van het reisbureau vertelde ons dat er een zwembad in het appartement was] (2013)
- La posibilidad que desaparece frente al paisaje [De mogelijkheid die verdwijnt voor een landschap] (2015)
- GUERRILLA (2016)
- La Plaza (2018)